# Кривавий спорт
«Кривавий спорт» (англ. Bloodsport) — американський фільм 1988 року, де головну роль зіграв Жан Клод Ван Дам.

## Сюжет
Військовик Френк Дюкс вирушає в Гонконг на нелегальні міжнародні змагання з бойових мистецтв — Куміте, — щоб ушанувати перемогою свого вчителя — «шидоші» Танака. Але представники американського уряду не хочуть ризикувати таким цінним військовиком як Дюкс, і тому вирушають у Гонконг спинити його.

## У ролях
- Жан Клод Ван Дам — Френк Дюкс
- Дональд Ґиб — Рей Джексон
- Лін Айрес — Дженіс Кент
- Форест Вітакер — Роулінз
- Боло Янг — Чонґ Лі
- Рой Чао — Сензо Танака
- Мишель Кисі — Суан Паредес
- Джон Фостер – Густафсон

## Цікаві факти
- Френк Дюкс — реальна особа, багаторазовий чемпіон у змаганнях з бойових мистецтв у повному контакті, що тренував Ван Дама для фільму.
- Удар кулаком в шпагаті персонажа серії відеоігор «Mortal Kombat» Джонні Кейджа заснований на сцені із цього фільму.
- Більшість сцен фільму (перемога над сумоїстом, помста за друга, реакція суддів на поєдинок та традиційний удар ногою з розвороту) потім були скопіювані в другий фільм на схожу тематику «В пошуках пригод» (1996), режисером та автором сценарію якого був Жан-Клод Ван Дам.
- Трюк з монетою, який показав Френк, запозичений в самого Брюса Лі.
- Жан-Клод Ван Дам та Боло Єнг разом зіграли і в наступному фільмі про бойові мистецтва: «Подвійний удар» (1991).
- Боло Єнг став прототипом для персонажа Фен Вея із серії відеоігор «Tekken», в свою чергу Ван Дам послужив прообразом для персонажа Джонні Кейджа із серії відеоігор «Mortal Kombat».

## Оцінки
Критики, здебільшого, були прихильні до фільму, відзначаючи його шаблонність і слабкий сюжет. Сайт Rotten Tomatoes поставив йому загальну оцінку 40 % на підставі рецензій кінокритиків. Аудиторія оцінила фільм набагато вище — в 74 %.
Фільм був включений до книги Стівена Джея Шнейдера «101 бойовик, який варто подивитися, перш ніж померти».